# L'Arène des rumeurs
Albums de Zebda
Le Bruit et l'Odeur
(1995)
L'Arène des rumeurs est le premier album du groupe de rock toulousain Zebda, sorti en 1992.

## Liste des titres
1. Arabadub
2. Baudis
3. Mala diural
4. Minot des minorités
5. CNN
6. Singing
7. Le Masque au rade
8. La Bague à Danièle
9. Le Miroir
10. La France
11. Mala diural (À la Skabyle)
12. Baïonnettes
13. D'Ève à Lise